# Neuville-en-Condroz
Neuville-en-Condroz (en való Li Nouve Veye e Condroz) és un nucli del municipi de Neupré, a la província de Lieja de la regió valona de Bèlgica.
A l'edat mitjana, Neuville era una senyoria que depenia de la cort de Hermalle-sous-Huy, dins del principat de Lieja. Un cert Renier fill de Tomas senyor de Hermall, hi construï una masia fortificada que amb els anys va transformar-se en castell, la nova villa in Condrosio, llatí per a masia nova al Condroz, que fins a la fi de l'antic règim passà a diferents nissagues nobles. Ll'administració de l'ocupant francès a la fi del segle xvii i donar-li el nom del castell de La Neuville, el sufix en-Condroz va afegir-se per a distingir-lo de Neuville-sous-Huy.
Quan va fusionar el 1977 amb Plainevaux, Rotheux-Rimière i una part d'Éhein, el territori va passar del districte de Huy al districte de Lieja. Neuville és un nucli rural, del qual l'explotació forestal i l'agricultura són les activitats principals. A la segona part del segle xx, va començar a urbanitzar-se i acollir molts emigrants de l'aglomeració liegesa. Excepte per l'eix de la Route du Condroz, va mantenir el seu caràcter rural.

## Llocs d'interès
- El Cementiri americà de les Ardenes on es reposen 5328 soldats morts a la batalla de les Ardenes
- El castell de La Neuville

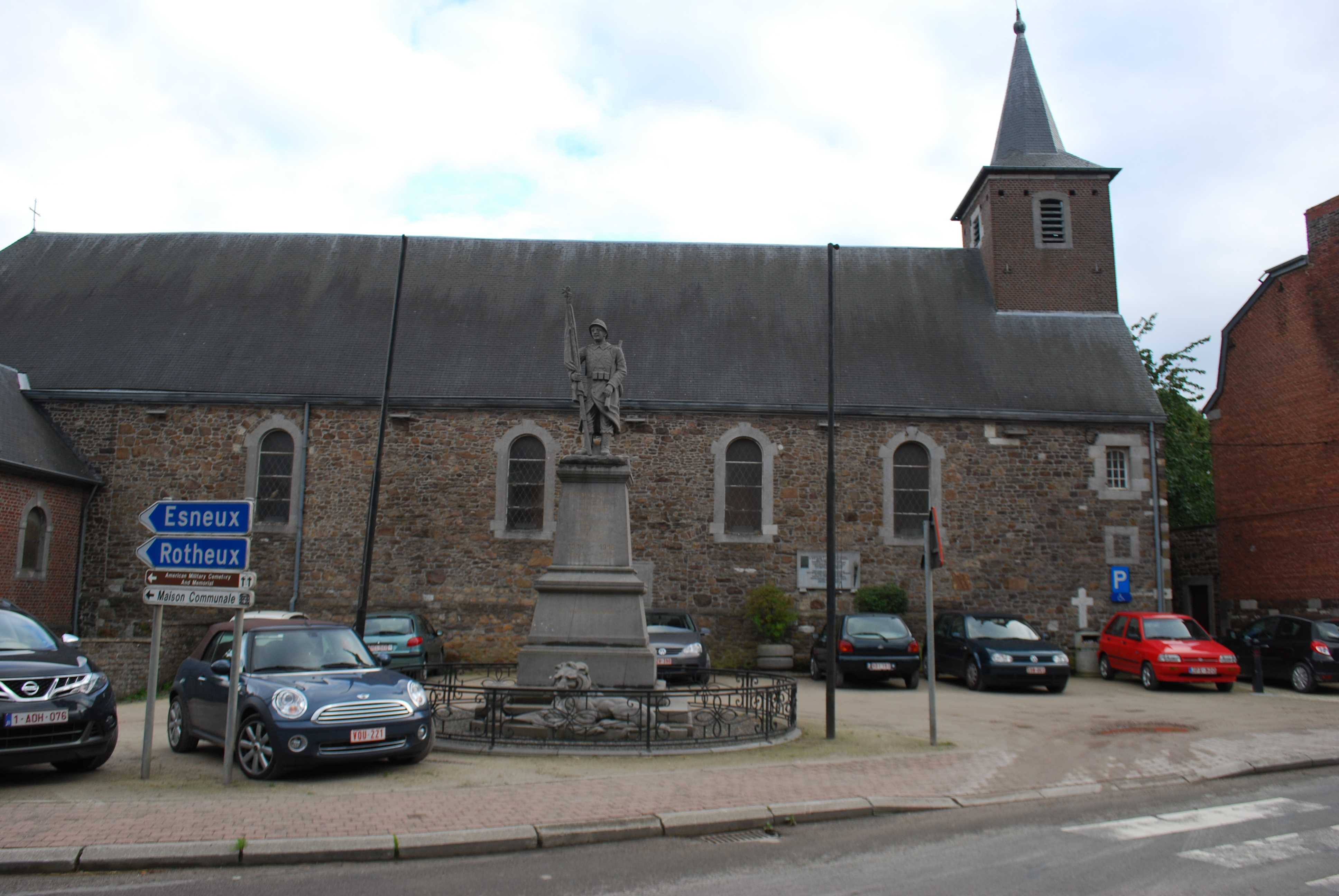
Monument militar i església de la Mare de Déus
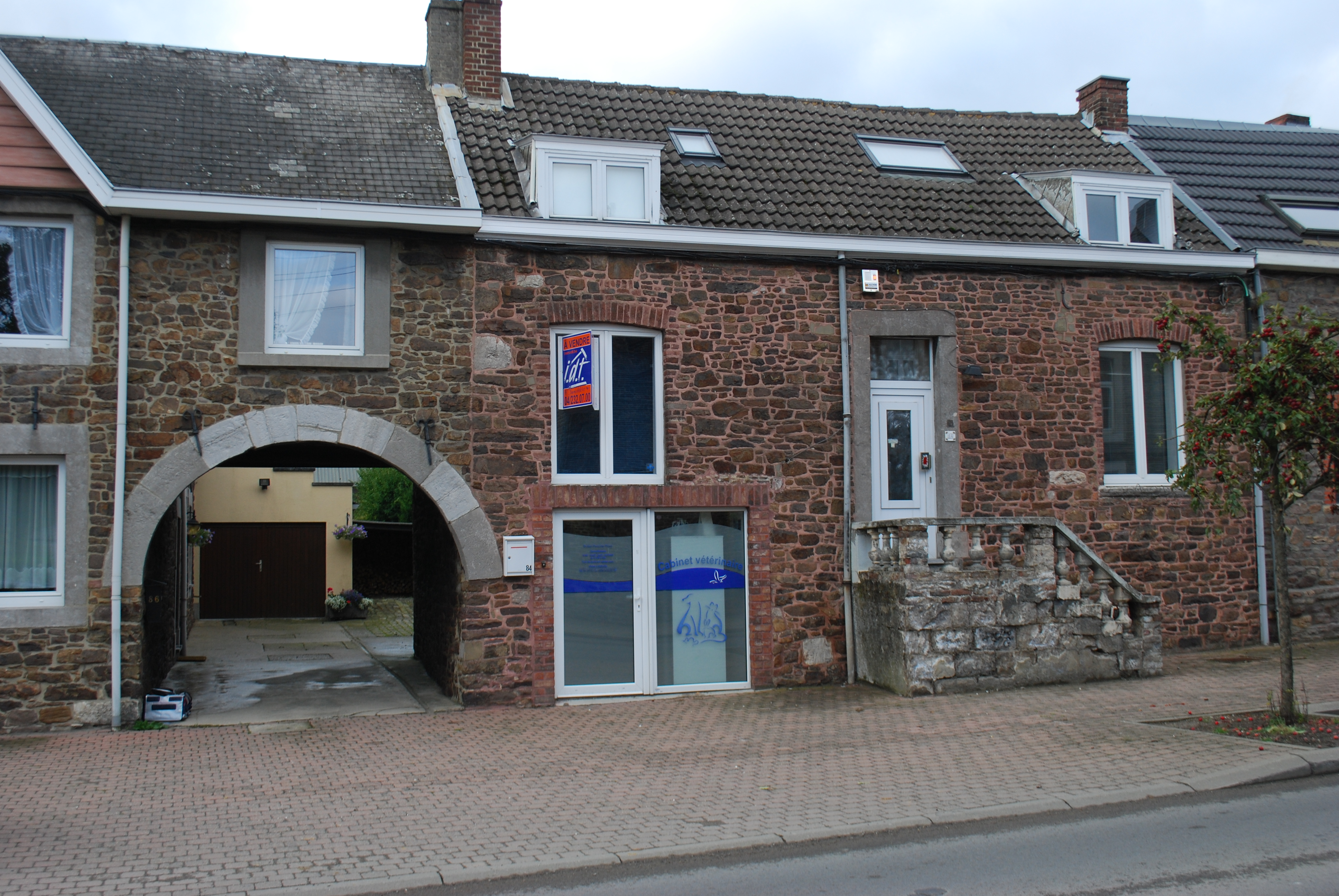
Portal d'una masia
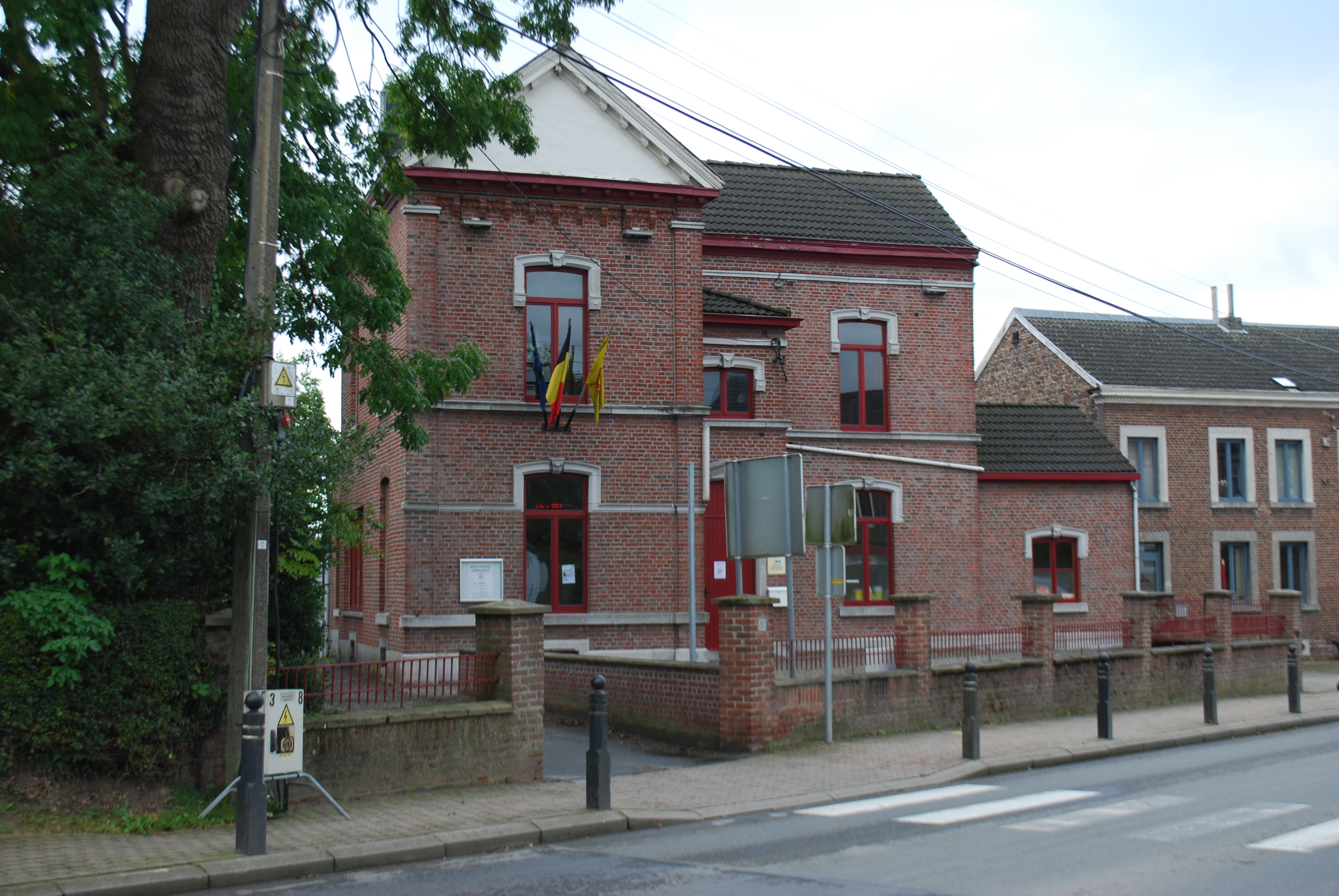
Antiga casa de la vila, biblioteca